# Shāh Pesar Mard
Shāh Pesar Mard (persiska: شاه پسر مرد) är en ort i Iran.   Den ligger i provinsen Bushehr, i den centrala delen av landet, 800 km söder om huvudstaden Teheran. Shāh Pesar Mard ligger 1 136 meter över havet och antalet invånare är 112.
Terrängen runt Shāh Pesar Mard är huvudsakligen kuperad, men norrut är den bergig. Runt Shāh Pesar Mard är det glesbefolkat, med 15 invånare per kvadratkilometer. Närmaste större samhälle är Derang, 6,3 km nordväst om Shāh Pesar Mard. Omgivningarna runt Shāh Pesar Mard är i huvudsak ett öppet busklandskap.